# The Goldfish
The Goldfish es una película de comedia muda estadounidense de 1924 dirigida por Jerome Storm y protagonizada por Constance Talmadge, Jack Mulhall y Frank Elliott.

## Trama
Como se describe en una reseña de una revista de cine, Jennie Wetherby y su esposo Jimmy acuerdan que si se cansan de la vida matrimonial, él o ella le entregarán al otro un cuenco con peces de colores, lo que significa que su relación matrimonial ha terminado. Se pelean y Jimmy cumple la amenaza y le da a Jenny un cuenco de peces de colores. Ganado por Herman Krauss, Jenny le regala el pez dorado a favor del millonario J. Hamilton Powers. Esta última muere, dejándola viuda adinerada. Está a punto de casarse con el duque de Middlesex, cuando Krauss vuelve a reunir a los antiguos novios. El Duque consigue el pez dorado y Jimmy y Jenny se reencuentran.

## Elenco
- Constance Talmadge como Jennie Wetherby
- Jack Mulhall como Jimmy Wetherby
- Frank Elliott como duque de Middlesex
- Jean Hersholt como Herman Krauss
- Zasu Pitts como Amelia Pugsley
- Edward Connelly como Conde Nevski
- William Conklin como J. Hamilton Powers
- Leo White como Casmir
- Nellie Bly Baker como Ellen
- Kate Lester como la señora Bellmore
- Eric Mayne como el príncipe
- William Wellesley como el señor Crane
- Jacqueline Gadsdon como Helen Crane
- Percy Williams como Wilton
- John Patrick como reportero

## Preservación
La Biblioteca del Congreso conserva una copia incompleta de The Goldfish.